# Husløg
Husløg (Sempervivum) er en planteslægt, der indeholder følgende arter:
| Arter |

- Almindelig husløg (Sempervivum tectorum) eller Taghusløg
- Spindelvævhusløg (Sempervivum arachnoideum)
- Bjerghusløg (Sempervivum montanum)

| Hybrider |

- Sempervivum x hybridum